# 겐지 (에도 시대 말기)
겐지(元治, げんじ)는 일본의 연호(元号) 중 하나이다.
- 전후 : 분큐(文久) 이후 - 게이오(慶応) 이전.
- 시기 : 1864년~1865년
- 천황 : 고메이 천황
- 쇼군 : 에도 막부의 도쿠가와 이에모치

## 개원(改元)
- 분큐 4년 2월 20(1864년 3월 27일), 갑자혁령에 해당해 개원.
- 겐지 2년 4월 7일(1865년 5월 1일), 게이오로 개원된다.

개원의 의논은 개원 전년부터 시작되었으며, 때마침 쇼군 도쿠가와 이에모치의 상락(上洛)과도 기간이 겹쳤다. 조정은 새 연호로 「레이토쿠(令徳)」를 희망했으며, 차선으로 「겐지」를 제안했다. 하지만 히토쓰바시 요시노부는 「레이토쿠」에 강력히 반대했으며, 마쓰다이라 요시나가 또한 '일본의 연호에 사용한적 없는 「令」자는 피하자'고 설득했다. 결국 「겐지」 쪽이 온당하다고 판단되었으며 막부도 이에 승낙해, 사실상 「겐지」가 채용되게 된다.
- 개원 의식에 교토 슈고쇼쿠・마쓰다이라 가타모리와 교토 쇼시다이・이나바 마사쿠니가 막부 대표로서 초대받았다는 기록이 남아있다.

## 출전
- 『주역』의 「乾元用九、天下治也」.
- 『삼국지』의 「天地以四時成功、元首以輔弼興治」.

## 겐지 시기에 일어난 일
- 원년
  - 3월 : 덴구토의 난.
  - 6월 5일(7월 8일) : 이케다야 사건.
  - 7월 19일(8월 20일) : 긴몬 사건 (금문의 변).
  - 8월 5일(9월 5일) : 4개국 연합합대 시모노세키 포격사건 (시모노세키 전쟁).

### 죽음
- 원년
  - 홋타 마사요시 (향년 54세)
  - 구사카 겐즈이
  - 마키 이즈미
  - 시시도 사마노스케

## 서력과의 대조표
| 겐지 | 원년   | 2년    |
| 서력 | 1864년 | 1865년 |
| 간지 | 갑자   | 을축   |

## 같이 보기
- 일본의 연호 일람

| 이전 분큐 | 일본의 연호 1864년 ~ 1865년 | 다음 게이오 |